# Chelepteryx collesi
De Chelepteryx collesi (Engels: White Stemmed Gum Moth ) is een nachtvlinder uit de familie Anthelidae. De spanwijdte van de vrouwtjes kan oplopen tot 160 millimeter. Mannetjes hebben een spanwijdte van ongeveer 140 millimeter. De vlinder komt voor in het Australaziatisch gebied.
De waardplanten van de rupsen komen uit de mirtefamilie. De rups kan een lengte van wel 120 millimeter bereiken. Het zijn kleurige en harige verschijningen die door de mensen die ermee in aanraking komen niet snel worden vergeten. De haren zijn namelijk erg scherp en dringen gemakkelijk door de huid, daarnaast zijn ze lastig te verwijderen en erg irriterend.